# Rose Francine Rogombé
Rose Francine Rogombé (ur. 20 września 1942 w Lambaréné, zm. 10 kwietnia 2015 w Paryżu) – gabońska polityk, przewodnicząca Senatu od 16 lutego 2009 do 27 lutego 2015, pełniąca obowiązki prezydenta Gabonu od 8 czerwca 2009 do 16 października 2009.

## Życiorys
Rose Francine Rogombé (z domu Etomba) po ukończeniu studiów prawniczych we Francji, powróciła do Gabonu i rozpoczęła pracę w organach sądownictwa. W ciągu swej kariery zajmowała stanowisko prokuratora, wiceprzewodniczącej i prokuratora Sądu Apelacyjnego w Libreville, członka Izby Sądowej Sądu Najwyższego oraz członka Izby Administracyjnej Libreville. W latach 80. XX w. pełniła funkcję sekretarza stanu ds. kobiet i praw człowieka w gabinecie premiera Léona Mébiame.
W 2007 Rogombé ukończyła studia teologiczne. W wyborach lokalnych w styczniu 2008 została wybrana radną miasta Lambaréné. Następnie w wyborach w styczniu 2009 dostała się do Senatu, reprezentując okręg Lambaréné. 16 lutego 2009 Rose Francine Rogombé została wybrana przewodniczącą Senatu. Jej kandydaturę poparło 90 z 99 deputowanych, biorących udział w głosowaniu. Przewodniczący Senatu z mocy prawa przejmuje funkcję głowy państwa w przypadku opróżnienia urzędu prezydenta.
8 czerwca 2009 w hiszpańskiej klinice zmarł prezydent Gabonu Omar Bongo. W tej sytuacji Rogombé z mocy prawa przypadła funkcja pełniącej obowiązki szefa państwa. Fakt ten potwierdził następnego dnia Sąd Konstytucyjny i oficjalnie mianował Rogombé na to stanowisko. 10 czerwca 2009 Rogombé została uroczyście zaprzysiężona stanowisku prezydenta Gabonu. Tymczasowa prezydent zgodnie z prawem była zobligowana do przeprowadzenia wyborów prezydenckich w ciągu 45 dni.
Wybory prezydenckie zostały zorganizowane 30 sierpnia 2009. Sąd Konstytucyjny zgodził się przesunąć ich datę poza termin określony przez prawo, powołując się na konstytucyjny casus siły wyższej (niespodziewana śmierć prezydenta i organizacja jego pogrzebu). 16 października 2009 Ali Bongo Ondimba, zwycięzca wyborów i syn zmarłego prezydenta, zastąpił ją na stanowisku szefa państwa.